# Böda Skogsjärnväg
Böda Skogsjärnväg je historická lesní úzkorozchodná železnice na severu Ölandu v přírodní rezervaci Trollskogen (Kronopark) ve Švédsku. Trať s rozchodem 600 mm je dlouhá 4,2 km a spojuje konečné stanice Fagerrör a Trollskogen v Kronoparku, který se nachází severně od města Böda. Ve Fagerröru jsou umístěny lokomotivy a staniční budovy. Někdy je úsek obsluhován parními lokomotivami, jinak motorovými lokomotivami.

## Historie
Železnice o délce 27 km byla postavena pro svoz dřeva v letech 1908–1909 a provozována byla do roku 1959. Do doku 1910 byly vozíky taženy koňmi, poté je nahradila čtyřnápravová parní lokomotiva Mormor a od roku 1928 přibyla parní lokomotiva Farmor. Po druhé světové válce byly v roce 1954 uzavřeny odbočky Grankullaspåret a Tellspåret. Zbytek (páteřní železnice) byl uzavřen v roce 1959. Lokomotiva Mormor byla zachráněná před sešrotováním.
Trať je provozována sdružením Böda Skogsjärnväg, které vzniklo 21. července 1974 s úmyslem přestavět a provozovat vhodný úsek nepoužívané lesní železnice, chránit objekty a provozovat lokomotivy a vozy staré lesní železnice z let 1908–1959 v Kronoparku. Rekonstrukce trati započala v roce 1974, v roce 1978 byl uveden do provozu první úsek trati a v roce 1994 bylo dosaženo koncové stanice Trollskogen.

## Popis
Lesní úzkorozchodná železnice s rozchodem 600 mm je provozována v délce čtyř kilometrů mezi Trollskogen (na severu u návštěvnického centra Naturum Trollskogen) a Fagerrör (na jihu).
V roce 2020 byly k dispozici parní lokomotivy Mormor a Karolina, motorové lokomotivy Dragos a Simplex a neprovozní Jenbach JW20, několik historických osobních vozů a nákladní vozy pro svoz dřeva.
| Název        | typ       | Uspořádání pojezdu | Výrobce                                                | Výrobní číslo/Rok výroby | Zdroj       | Poznámka                                                                                        |
| ------------ | --------- | ------------------ | ------------------------------------------------------ | ------------------------ | ----------- | ----------------------------------------------------------------------------------------------- |
| MORMOR       | parní     | D t                | Maschinen- & Dampfkesselfabrik Leopold Zobel, Bromberg | 118/ 1910                | [ 4 ]       | provozována:1959 Heimatverein Nässjö, 1972 Ohsabanan, 1972 Böda Skogsjärnväg, oprava kotle 2013 |
| FARMOR       | parní     | D t                | Orenstein & Koppel, Berlin                             | 11588/ 1928              | [ 5 ]       | sešrotována v roce 1959                                                                         |
| DRAGOS       | dieselová | B B                | Deutz AG, Köln                                         | 55107/ 1952              | [ 6 ]       | tovární lokomotiva převzata v roce1989                                                          |
| KAROLINA     | parní     |                    | Orenstein & Koppel, berlin                             | 7996/1919                | [ 5 ] [ 7 ] | v letech 1985–1989 byla zapůjčená asociací Sollentuna Enskilda Järnväg ( SEJ)                   |
| SIPLEX       | dieselová |                    |                                                        | /1952                    | [ 8 ]       | získaná v roce 1976 od společnosti Håfreströms AB, provozovala společnost Håverud - Åsensbruk.  |
| JENBACH JW20 | dieselová |                    |                                                        | 2137/1954                | [ 9 ]       | nefunkční                                                                                       |

## Galerie

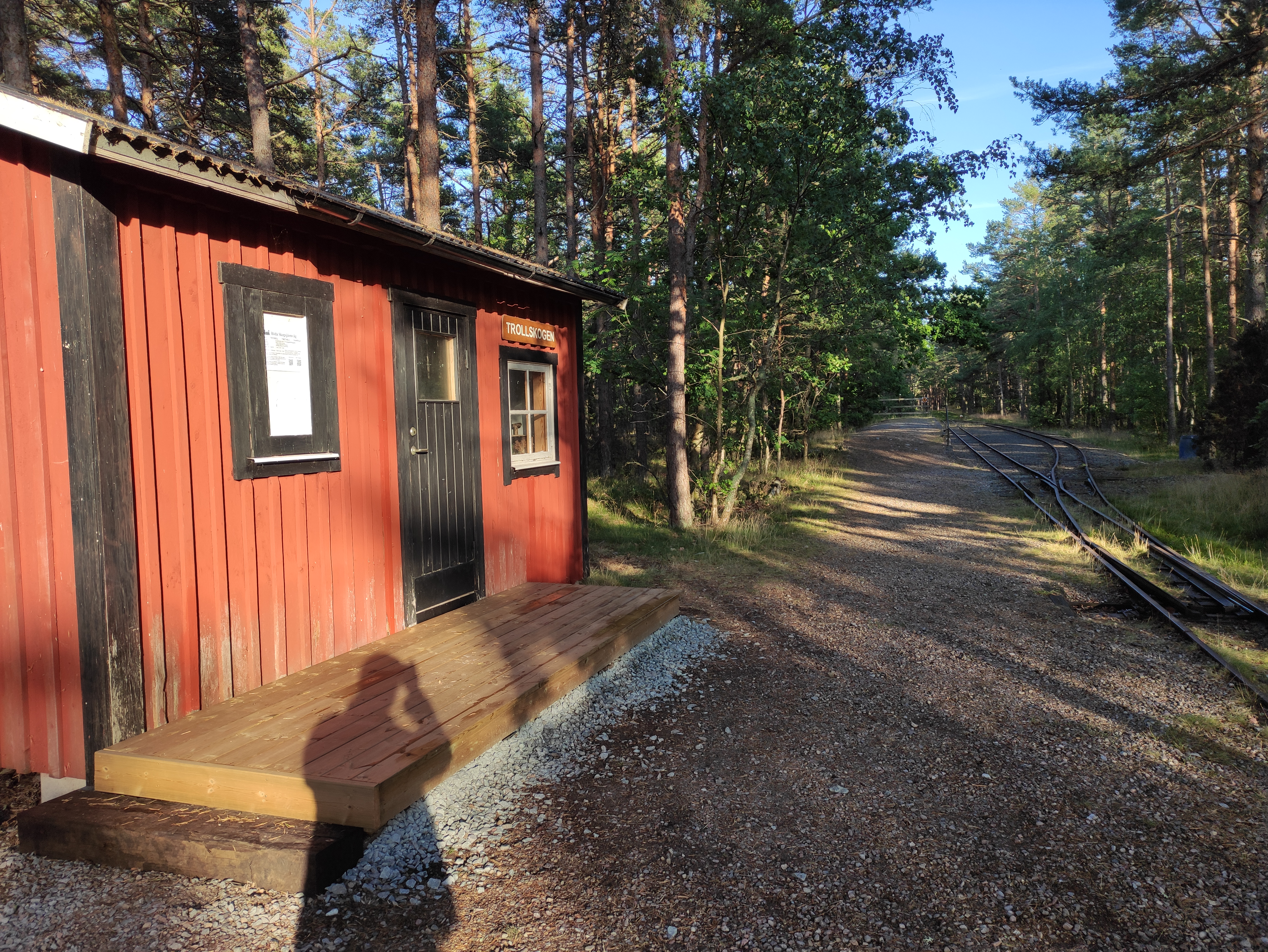
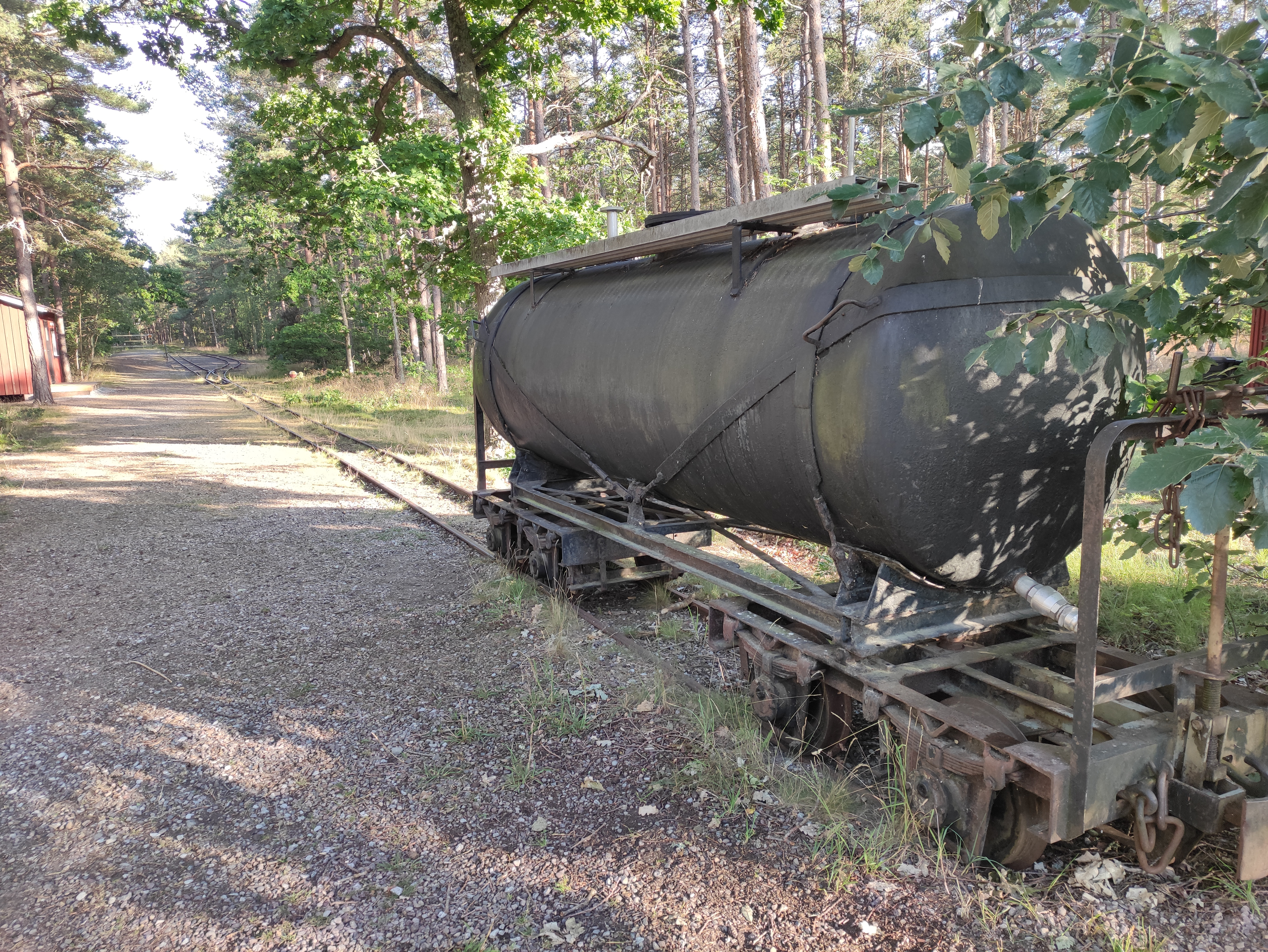

### Poznámka
1. 1 2  Mormor a Farmor ve švédštině znamená: babička